# 第1次大隈内閣
第1次大隈内閣（だいいちじ おおくまないかく）は、伯爵の大隈重信が第8代内閣総理大臣に任命され、1898年（明治31年）6月30日から1898年（明治31年）11月8日まで続いた日本の内閣。
与党となった憲政党のうち、旧進歩党系の大隈を首相に、旧自由党系の板垣退助を特に内務大臣に迎えて組織したため、大隈の「隈」と板垣の「板」をとって隈板内閣（わいはんないかく）ともいう。日本史上初の政党内閣である。

## 内閣人事
国務大臣
1898年（明治31年）6月30日任命。在職日数132日。
| 職名 | 代 | 氏名     | 氏名 | 出身等                            | 特命事項等       | 備考                    |
| --- | -- | -------- | ---- | --------------------------------- | ---------------- | ----------------------- |
| 内閣総理大臣 | 8  | 大隈重信 |      | 憲政党 （旧進歩党系） 伯爵        | 外務大臣兼任     |                         |
| 外務大臣 | 14 | 大隈重信 |      | 憲政党 （旧進歩党系） 伯爵        | 内閣総理大臣兼任 |                         |
| 内務大臣 | 13 | 板垣退助 |      | 憲政党 （旧自由党系） 伯爵        |                  |                         |
| 大蔵大臣 | 7  | 松田正久 |      | 衆議院 憲政党 （旧自由党系）      |                  | 初入閣                  |
| 陸軍大臣 | 5  | 桂太郎   |      | 陸軍大将 子爵                     |                  | 留任                    |
| 海軍大臣 | 4  | 西郷従道 |      | 貴族院 元帥海軍大将 陸軍中将 伯爵 |                  | 留任                    |
| 司法大臣 | 8  | 大東義徹 |      | 衆議院 憲政党 （旧進歩党系）      |                  | 初入閣                  |
| 文部大臣 | 12 | 尾崎行雄 |      | 衆議院 憲政党 （旧進歩党系）      |                  | 初入閣 1898年10月27日免 |
| 文部大臣 | 13 | 犬養毅   |      | 衆議院 憲政党 （旧進歩党系）      |                  | 初入閣 1898年10月27日任 |
| 農商務大臣 | 15 | 大石正巳 |      | 憲政党 （旧進歩党系）             |                  | 初入閣                  |
| 逓信大臣 | 8  | 林有造   |      | 衆議院 憲政党 （旧自由党系）      |                  | 初入閣                  |
| 1. 辞令のある留任は個別の代として記載し、辞令のない留任は記載しない。 2. 臨時代理は、大臣空位の場合のみ記載し、海外出張時等の一時不在代理は記載しない。 3. 代数は、臨時兼任・臨時代理を数えず、兼任・兼務は数える。 |    |          |      |                                   |                  |                         |

内閣書記官長・法制局長官
1898年（明治31年）7月7日任命。
| 職名 | 代 | 氏名     | 氏名 | 出身等                       | 特命事項等   | 備考                     |
| --- | -- | -------- | ---- | ---------------------------- | ------------ | ------------------------ |
| 内閣書記官長 | 9  | 武富時敏 |      | 衆議院 憲政党 （旧進歩党系） |              |                          |
| 法制局長官 | 6  | 梅謙次郎 |      | 旧松江藩                     | 内閣恩給局長 | 事務引継 1898年7月27日免 |
| 法制局長官 | 7  | 神鞭知常 |      | 衆議院 憲政党 （旧進歩党系） | 内閣恩給局長 | 1898年7月27日任          |
| 1. 辞令のある留任は個別の代として記載し、辞令のない留任は記載しない。 2. 臨時代理は、大臣空位の場合のみ記載し、海外出張時等の一時不在代理は記載しない。 3. 代数は、臨時兼任・臨時代理を数えず、兼任・兼務は数える。 |    |          |      |                              |              |                          |

勢力早見表
※ 内閣発足当初（前内閣の事務引継は除く）。
| 出身党派              | 国務大臣 | その他                                 |
| --------------------- | -------- | -------------------------------------- |
| 軍部                  | 2        |                                        |
| 憲政党 （旧進歩党系） | 4        | 内閣書記官長、法制局長官 国務大臣のべ5 |
| 憲政党 （旧自由党系） | 3        |                                        |
| -                     | 9        | 国務大臣のべ10                         |

## 内閣の動き
明治23年（1890年）の帝国議会創設以降、歴代の藩閥内閣は表向きは超然主義を標榜しつつ、実際には民力休養・政費節減を掲げる野党勢力（民党）が多数派を占めた衆議院の協力・妥協抜きには、法律や予算が成立せず、政権運営が成り立たない状況であった。歴代内閣は、衆議院で二大勢力を占めていた自由党（板垣退助総理）と進歩党（大隈重信党首）の内、政治情勢に従ってどちらか片方と接触、交渉、妥協し、従来の議会内与党勢力（吏党）とあわせて多数派工作をしながら政権運営を行っていたが、第3次伊藤内閣は閣内の反対で二大政党のどちらとも連携できずに議会と対立、明治31年（1898年）6月10日、前回選挙からわずか3か月で衆議院を解散する。すると、22日、自由・進歩両党は合同して憲政党を結成し、衆議院による一大勢力が形成された。
このままでは選挙後も議会多数を占めるであろう憲政党を前に政権が立ち行かなくなることから、伊藤は以前から構想していた藩閥政府を主体とする政党の結成を企図するが、これも山縣有朋の反対で流れ、政権維持のめどがなくなった伊藤は辞任を決意、24日の御前会議において辞意を表明し、元老から伊藤後任に名乗りを上げる者がいなかったため、後任に大隈・板垣を推薦する。伊藤は翌25日朝、大隈・板垣を官邸に招いてその意思を確認、両名は突然の提案に驚きつつも政権を引き受ける意思を示したため、27日、天皇より両名に大命降下がなされる。板垣が内相の地位を望んだため、大隈が首相兼外相となり、6月30日に大隈内閣が発足した。
大隈内閣はそれまでの藩閥内閣が議会対策で一部政党と交渉を行ったのと異なり、明確に政党を主体とする内閣であったという点において、日本史上初の政党内閣であるといえる。全大臣の内、桂陸相、西郷海相が前政権から留任したほかはいずれも憲政会員であり、さらに爵位を持っているため衆議院議員の被選挙権がなかった大隈・板垣以外は現職の衆議院議員であった。
しかし、憲政党を組織した旧自由・進歩両党は、藩閥政府への対抗を目的にして結成されたものであったため、結党からわずか数日のうちに思いもかけず自らが組閣することとなると、たちまち内部対立が先鋭化することになった。特に外相ポストについて板垣は伊東巳代治、その他自由党系が星亨駐米公使を望んでいたが、大隈は自ら兼務を続けたことに加え、進歩党系が自由党系に比べて多数であるという内紛を抱えたままのスタートとなった。また尾崎行雄文相（旧進歩党系）は第2次松方内閣で進歩党が連立入りしていた時代に勅任参事官でありながら進歩党の会議に出席したため懲戒免職処分となっており、大隈の保証によって天皇が懲戒を免除する裁可を行っている。
新聞紙上では松田正久蔵相・大東義徹法相は情実人事であると批判され、また星は駐米公使を辞任して帰国し、倒閣に向けて動き出した。また代議士が大臣だけでなく省庁の次官・局長の地位までも占めたために、行政は大混乱した。
8月21日、尾崎文相の共和演説事件が発生すると、星ら自由党系はこれを執拗に批判し、10月13日に自由党系は進歩党系との断絶を決める。10月21日に板垣内相は尾崎文相の罷免を上奏し、また天皇も大隈に是非を問うこともなく、尾崎の辞職を求めた。更に後継の文相の枠をめぐってまたも対立が起き、大隈首相の独断で進歩党系の犬養毅が就任したことで分裂は決定的となった。板垣は大隈の専断に激怒し、犬養の親任式の前に明治天皇に拝謁し、大隈への不信と犬養が就任した場合には自身と自由党系閣僚の辞任を示唆した。29日、星ら旧自由党系は独断で憲政党解党、自由党系のみによる「憲政党」再結党の手続きを行い、板垣内相ら自由党系三閣僚も辞表を提出した。党を追い出された旧進歩党系は対抗して憲政本党を結成、大隈内閣は旧自由党系が抜けた枠を旧進歩党系で補充して、憲政本党の単独与党で政権継続しようとしたが、大隈・板垣両名に対して大命を下していた天皇は許さず、10月31日に大隈らも辞表を提出、内閣は崩壊した。

## 備考
隈板内閣は成立前から政府内で政権担当能力を危険視する意見が強かった。この首相奏薦の元老会議は御前会議として行われ、お通夜のような雰囲気の中、明治天皇は「本当に大丈夫なのか？」と何度も念を押したと語り草になっている。特に、明治天皇は過去の経緯もあって大隈個人に対し不信感を持っていた。